# Solenette
A solenete ou linguado amarelo, Buglossidium luteum, é uma espécie de peixe chato da família Soleidae, e o único membro de seu gênero.

## Distribuição e habitat
A soleneta ocorre no nordeste do Oceano Atlântico da Islândia e da Escócia para o sul, bem como no Mar do Norte, Kattegat e Mar Báltico.

## Descrição
A menor das solas nas águas europeias, a solenete normalmente mede 10–13 cm (3.9–5.1 in) de comprimento e atinge um comprimento máximo de 15 cm.